# Orlando Salido
Orlando Salido Rivera (* 16. November 1980 in Ciudad Obregón) ist ein mexikanischer Profiboxer und ehemaliger Weltmeister der IBF und WBO im Federgewicht.

## Boxkarriere
Salido begann 1996 mit dem Profiboxen und startete seine Karriere unspektakulär. Bis Ende 2001 bestritt er 24 Kämpfe in Mexiko und den USA, darunter 14 Siege, acht Niederlagen und zwei Unentschieden. Sein bedeutendster Sieg jener Zeit gelang ihm gegen Regilio Tuur (44-3), ehemaliger WBO-Weltmeister im Superfedergewicht. Eine seiner Niederlagen erlitt er gegen Ex-WBC-Weltmeister Alejandro González (47-4).
Anschließend gewann er jedoch neun Kämpfe in Folge, darunter gegen den ungeschlagenen US-Meister Lamont Pearson (17-0), die beiden WM-Herausforderer Carlos Gerena (38-3) und Radford Beasley (22-2), sowie Ex-WBO-Weltmeister Alfred Kotey (24-8). Am 18. September 2004 boxte er in Las Vegas gegen Juan Manuel Márquez (42-2) um die WM-Titel der WBA und IBF im Federgewicht, unterlag dem Mexikaner jedoch über zwölf Runden nach Punkten. Durch vier folgenden Siege, darunter gegen Ex-WBC-Weltmeister César Soto (54-14), erhielt er im November 2006 eine erneute WM-Chance der IBF gegen Robert Guerrero (19-1). Salido konnte den Kampf zwar nach Punkten für sich entscheiden und wurde zum neuen Weltmeister der IBF erklärt, jedoch wurde er kurz darauf positiv auf Steroide getestet, worauf der Kampf in ein wertungsloses Ergebnis (No Contest) annulliert wurde. Salido wurde der IBF-Titel nach wenigen Tagen wieder aberkannt.
Doch auch diesmal konnte er sich für einen erneuten WM-Kampf qualifizieren, nachdem er Héctor Julio Ávila (41-3) und Renan Acosta (21-5) jeweils vorzeitig besiegen konnte. Den IBF-Titelkampf am 23. Oktober 2008 gegen Cristóbal Cruz (36-11), verlor er jedoch knapp nach Punkten. Am 15. Mai 2010 kam es zum Rückkampf mit Cruz, den Salido einstimmig nach Punkten für sich entscheiden konnte. Im anschließenden Titelvereinigungskampf mit WBA-Weltmeister Yuriorkis Gamboa (18-0), verlor er jedoch nach Punkten. Im Kampf selbst war Salido jedoch ein Niederschlag gegen den Kubaner gelungen.
Am 16. April 2011 gewann er überraschend die Weltmeisterschaft der WBO im Federgewicht durch t.K.o. in der achten Runde gegen Juan Manuel López (30-0), nachdem er den Puerto-Ricaner bereits in der fünften Runde am Boden hatte. Anschließend verteidigte er seinen Titel durch t.K.o. in der elften Runde gegen Kenichi Yamaguchi (17-1) aus Japan und durch t.K.o. in der achten Runde gegen Weng Haya (15-3) von den Philippinen. Am 10. März 2012 bestritt er einen Rückkampf gegen Juan Manuel López (31-1), den er durch t.K.o. in der zehnten Runde gewann. Im Juli desselben Jahres besiegte er noch Moises Gutierrez (21-4) durch K. o. in der dritten Runde.
Am 19. Januar 2013 verlor er den WM-Titel nach hartem Kampf an Miguel Ángel García (30-0). García beherrschte den Kampf sichtlich und erzielte bereits in den ersten vier Runden vier Niederschläge, davon zwei in der ersten Runde. In der achten Runde kam es zu einem unabsichtlichen Zusammenstoß mit den Köpfen, wodurch der Kampf schließlich auf Anraten des Ringarztes beendet wurde. García hatte sich durch den Zusammenprall eine Nasenbeinfraktur, Salido durch Schlagwirkung eine Fraktur der rechten Augenhöhle zugezogen. Nach Auswertung der Punktezettel, auf denen García mit 79:69-79:69-79:70 einstimmig in Führung lag, wurde Miguel Ángel García zum neuen Weltmeister erklärt. Dieser legte den Titel jedoch bald darauf wieder nieder um ins Superfedergewicht aufzusteigen.
Am 12. Oktober 2013 boxte er in Las Vegas gegen Orlando Cruz (20-2) erneut um die nun vakante WBO-Weltmeisterschaft im Federgewicht und gewann den Titel durch einen t.K.o.-Sieg in der siebenten Runde. Am 1. März 2014 gewann er nach Punkten gegen Wassyl Lomatschenko, den zweifachen Olympiasieger und zweifachen Weltmeister bei den Amateuren, der gegen Salido seinen erst zweiten Profikampf bestritt. Der WM-Titel war ihm zuvor entzogen worden, da er das Gewichtslimit nicht eingehalten hatte.
Im September 2014 gewann er vorzeitig gegen Terdsak Kokietgym (53-4). Im April 2015 unterlag er gegen Roman Martinez (28-2). Ihr Rückkampf fünf Monate später endete unentschieden. Ein weiteres Unentschieden folgte im Juni 2016 gegen Francisco Vargas (23-0). Im Mai 2017 gewann er gegen Aristides Perez (30-9) durch Aufgabe seines Gegners nach der siebenten Runde.